# Пам'ятки історії Калинівського району
У Калинівському районі Вінницької області на обліку перебуває 65 пам'яток історії.
| № п/п | Охоронний № | Найменування пам'ятки | Адреса                                                     | Дата (епоха)           | Дата відкриття або виявлення | Автори                                   | Матеріал                   | Основні розміри                | Рішення про взяття під охорону |
| ----- | ----------- | --- | ---------------------------------------------------------- | ---------------------- | ---------------------------- | ---------------------------------------- | -------------------------- | ------------------------------ | ------------------------------ |
| 1.    | 341         | Братська могила 30 членів Вінницької більшовицької організації, і 432 радянських воїнів, загиблих при звільненні міста та навколишніх сіл                    | м. Калинівка, Калинівська м/р, вул. Дзержинського          | 1919 р.,1944 р.        | 1955 р.                      | Київський худ. фонд                      | ск. з/бетон, пост. граніт  | ск. 2 м, п.4,2х2х2 м           | № 313 10.06.1971 р.            |
| 2.    | 353         | Могила Героя Радянського Союзу М. Ф. Степового | м. Калинівка, Калинівська м/р, вул. Шевченка               | 1944 р.                | 1945 р.                      | Місцеві майстри                          | об. граніт, пост. граніт   | об. 2 м, п.0,50х1,20х1,20 м    | № 313 10.06.1971 р.            |
| 3.    | 354         | Могила полковника П. І. Кондратьєва | м. Калинівка, Калинівська м/р, вул. Леніна                 | 1944 р.                | 1945 р.                      | Місцеві майстри                          | об. граніт, пост.граніт    | об. 1,6 м, п.1х0,6х0,45 м      | № 313 10.06.1971 р.            |
| 4.    | 152         | Пам'ятник 98 воїнам — односельчанам, загиблим на фронтах ВВВ                                                                                                 | м. Калинівка, Калинівська м/р, вул. Шмідта                 | 1941–1945 рр.          | 1972 р.                      | Львівська скульптур-но-керамічна фабрика | ск. з/бетон, пост.з/бетон  | ск. 2,8 м, п.1,10х3х4,8 м      | № 291 09.06.1977 р.            |
| 5.    | 151         | Пам'ятник вчителям і учням СШ № 3, загиблим на фронтах ВВВ                                                                                                   | м. Калинівка, Калинівська м/р, вул. Шмідта                 | 1941–1945 рр.          | 1970 р.                      | Місцеві майстри                          | граніт, пост. граніт       | об. 1,8 м, п.0,40х0,80х1 м     | № 291 09.06.1977 р.            |
| 6.    | 137         | Могила льотчиків Г. І. Строганова і В. М. Баскакова, загиблим при виконанні службових обов'язків                                                             | м. Калинівка, Калинівська м/р, вул. Шевченка               | 1947 р.                | 1955 р.                      | Місцеві майстри                          | об. граніт, пост. граніт   | об. 1,82 м, п.0,90х0,85х0,85 м | № 291 09.06.1977 р.            |
| 7.    | 53          | Пам'ятний знак комсомольцям | м. Калинівка, Калинівська м/р, вул. Вінницька              | 1941-1945 рр.          | 1981 р.                      | Місцеві майстри                          | з/бетон, метал             | стела 2,5 м                    | № 228 22.05.1986 р.            |
| 8.    | 113         | Пам'ятник партизанам | м. Калинівка, Калинівська м/р, вул. Леніна                 | 1941-1944 рр.          | 1983 р.                      | ск. Устинов Г. А., м. Вінниця            | з/бетон                    | ск. 3 м, п.1 м                 | № 75 20.02.1985 р.             |
| 9.    | 17          | Братська могила жертв фашизму та 6 партизан | м. Калинівка, Калинівська м/р, вул. Шмідта                 | 1942 р.                | 1989 р.                      | місцеві майстри                          | з/бетон                    | 1,8 м,2,4 м                    | № 148 16.07.1992 р.            |
| 10.   | 145         | Пам'ятник 91 воїнам — односельчанам, загиблим на фронтах ВВВ                                                                                                 | с. Байківка, Байківська с/р, біля контори КСП              | 1941–1945 рр.          | 1974 р.                      | ск. Гуменюк, м. Львів                    | ск. з/б, пост.з/бетон      | ск. 4,5 м, п.0,8х10,5х2,5 м    | № 291 09.06.1977 р.            |
| 11.   | 12          | Братська могила 137 жертв голодомору | с. Байківка, Байківська с/р, на кладовищі                  | 1932-1933 рр.          | 1993 р.                      | Місцеві майстри                          | з/бетон                    | 2 м                            | № 501 20.12.1993 р.            |
| 12.   | 355         | Пам'ятник 186 воїнам — односельчанам, загиблим на фронтах ВВВ та могила невідомого воїна                                                                     | с. Глинськ, Глинська с/р, біля Будинку культури            | 1941–1945 рр.          | 1969 р.                      | ск. П. М. Максим, м. Львів               | об. з/бетон, пост.з/бетон  | об. 7 м, п.2х1,20х1,20 м       | № 313 10.06.1971 р.            |
| 13.   | 146         | Пам'ятник 58 воїнам — односельчанам, загиблим на фронтах ВВВ та могила невідомого воїна                                                                      | с. Голубівка, Голубівська с/р, біля Будинку культури       | 1941-1945 рр.          | 1974 р.                      | ск. Дзиндрам. Львів                      | ск. гіпс, пост.з/бетон     | ск. 2 м, п.1х1,20х3 м          | № 291 09.06.1977 р.            |
| 14.   | 342         | Братська могила 17 воїнів Радянської Армії, загиблих при звільненні села                                                                                     | с. Грушківці, Байківська с/р, біля Будинку культури        | 1944 р.                | 1955 р.                      | Київський худ. фонд                      | ск. з/бетон, пост.цегла    | ск. 1,9 мп.2х1х1м              | № 313 10.06.1971 р.            |
| 15.   | 136         | Братська могила мирних жителів і 8 воїнів Радянської Армії, загиблим при звільненні станції.                                                                 | с. Гулівці, Котюжинецька с/р, біля залізниці               | 1943-1944 рр.          | 1964 р.                      | Місцеві майстри                          | об. бетон                  | об. 2 м                        | № 291 09.06.1977 р.            |
| 16.   | 343         | Братська могила 48 воїнів Радянської Армії, загиблих при звільненні села і пам'ятник 105 воїнам — односельчанам, загиблим на фронтах ВВВ                     | с. Гущинці, Гущинецька с/р, вул. Леніна                    | 1944 р.,1941-1945 рр.  | 1956 р.                      | Місцеві майстри                          | ск. з/бетон, пост. цегла   | ск. 1,85 м, п.1,25х4,40х4 м    | № 313 10.06.1971 р.            |
| 17.   | 143         | Могила радянського воїна С. А. Зозулі, загиблого при звільненні села                                                                                         | с. Гущинці, Гущинецька с/р, в парку училища                | 1944 р.                | 1945 р.                      | Місцеві майстри                          | об. залізо                 | об. 1,5 м                      | № 291 09.06.1977 р.            |
| 18.   | 147         | Пам'ятник 107 воїнам — односельчанам, загиблим на фронтах ВВВ                                                                                                | с. Дружелюбівка, Дружелюбівська с/р, біля Будинку культури | 1941-1945 рр.          | 1974 р.                      | Одеський худ. фонд                       | ск. гіпс, пост. з/б        | ск. 2 м, п. 1х3х2,6 м          | № 291 09.06.1977 р.            |
| 19.   | 344         | Братська могила 106 радянських воїнів, загиблих при звільненні села                                                                                          | с. Дружелюбівка, Дружелюбівська с/р, біля Будинку культури | 1944 р.                |                              |                                          | № 31310.06.1971 р.         |                                |                                |
| 20.   | 345         | Братська могила 85 воїнів Радянської Армії і пам'ятник 168 воїнам — односельчанам, загиблим на фронтах ВВВ                                                   | с. Дружне, Дружненська с/р, біля Будинку культури          | 1944 р., 1941-1945 рр. | 1950 р.                      | Київський худ. фонд                      | ск. з/бетон, пост. цегла   | ск. 2 мп. 1,50х1,20х1,20 м     | № 313 10.06.1971 р.            |
| 21.   | 149         | Пам'ятник 93 воїнам — односельчанам, загиблим на фронтах ВВВ                                                                                                 | с. Жигалівка, Жигалівська с/р, біля Будинку культури       | 1941-1945 рр.          | 1972 р.                      | Місцеві майстри                          | об. граніт                 | об. 1,5 м, п.0,48х0,51х 0,50 м | № 291 09.06.1977 р.            |
| 22.   | 148         | Могила воїна Радянської Армії, загиблого при звільненні села                                                                                                 | с. Заливанщина, Заливщинська с/р, біля Будинку культури    | 1944 р.                | 1972 р.                      | Львівська скульптурно–керамічна фабрика  | ск. з/бетон, пост.         | ск. 5 м, п.3х2,5х2,5 м         | № 291 09.06.1977 р.            |
| 23.   | 148         | Пам'ятник 152 воїнам — односельчанам, загиблим на фронтах ВВВ                                                                                                | с. Заливанщина, Заливщинська с/р, біля Будинку культури    | 1941-1945 рр.          | 1972 р.                      | Львівська скульптурно-керамічна фабрика  | з/бетон                    | ск. 5 м, п.3х2,5х2,5 м         | № 291 09.06.1977 р.            |
| 24.   | 346         | Братська могила 136 воїнів Радянської Армії, загиблих при звільненні села                                                                                    | с. Іванів, Іванівська с/р, біля магазину                   | 1944 р.                | 1959 р.                      | Запорізький худ. фонд                    | ск. з/б, пост.цегла        | ск. 2 мп.2х1,50х1,50 м         | № 313 10.06.1971 р             |
| 25.   | 90          | Братська могила жертв фашизму | с. Іванів, Іванівська с/р, вул. Гагаріна                   | 1942 р.                | 1970 р.                      | Місцеві майстри                          | об. бетон                  | об. 4,2 м                      | № 96 18.02.1983 р.             |
| 26.   | 91          | Братська могила жертв фашизму | с. Іванів, Іванівська с/р, на окраїні села                 | 1942 р.                | 1950 р.                      | Місцеві майстри                          | об. цегла                  | об. 5 м                        | № 96 18.02.1983 р.             |
| 27.   | 153         | Пам'ятник 60 воїнам — односельчанам, загиблим на фронтах ВВВ                                                                                                 | с. Кам'яногірка, Гущинська с/р, біля Будинку культури      | 1941-1945 рр.          | 1972 р.                      | ск. Кордняк, Творінов, м. Львів          | ск. з/бетон, пост.цегла    | ск. 2,5 м, п.1,5х2х2,5 м       | № 291 09.06.1977 р.            |
| 28.   | 138         | Братська могила 250 воїнів Радянської Армії, загиблих при звільненні села                                                                                    | с. Кіровка, Кіровська с/р, на кладовищі                    | 1944 р.                | 1967 р.                      | Київський худ. фонд                      | ск. з/бетон, пост.бетон    | ск. 2,5 м, п.1,4х2х1,5 м       | № 291 09.06.1977 р.            |
| 29.   | 154         | Пам'ятник 68 воїнам — односельчанам, загиблим на фронтах ВВВ                                                                                                 | с. Кіровка, Кіровська с/р, в центрі села                   | 1941-1945 рр.          | 1974 р.                      | Львівський худ. фонд                     | ск. з/бетон, пост.бетон    | ск. 4 м, п.2х4х4 м             | № 291 09.06.1977 р.            |
| 30.   | 52          | Могила партизана Месароша | с. Кіровка, Кіровська с/р, на кладовищі                    | 1943 р.                | 1943 р.                      | Місцеві майстри                          | дерево                     | об. 1,5 м                      | № 228 22.05.1986 р.            |
| 31.   | 356         | Пам'ятник 157 воїнам — односельчанам, загиблим на фронтах ВВВ                                                                                                | с. Комунарівка, Комунарівська с/р, біля школи              | 1943 р.                | 1967 р.                      | Місцеві майстри                          | об. граніт                 | об. 5,4 м                      | № 313 10.06.1971 р.            |
| 32.   | 347         | Братська могила 125 воїнів Радянської Армії і 24 партизан, загиблих при звільненні села, і пам'ятник 188 воїнам односельчанам, загиблим на фронтах ВВВ       | с. Корделівка, Корделівська с/р, біля с/р                  | 1944 р.,1941-1945 рр.  | 1961 р.,1968 р.              | Київський худ. фонд                      | ск. з/бетон, пост. цегла   | ск. 3 м, п.1х2х2 м             | № 313 10.06.1971 р.            |
| 33.   | 348         | Братська могила 76 воїнів Радянської Армії, загиблих при звільненні села і могила партизана — С. Т. Бохонко                                                  | с. Корделівка, Корделівська с/р, вул. Київська             | 1944 р.,1942 р.        | 1956 р.1946 р.               | Місцеві майстри                          | об. мармур                 | об. 1,5 м                      | № 313 10.06.1971               |
| 34.   | 139         | Братська могила 43 воїнів Радянської Армії, загиблих при звільненні села                                                                                     | с. Котюжинці, Котюжинецька с/р, на кладовищі               | 1944 р.                | 1946 р.                      | Місцеві майстри                          | об. цегла, пост.цегла      | об. 1,2 м, п.0,60х0,80х0,60 м  | № 291 09.06.1977 р.            |
| 35.   | 155         | Пам'ятник 106 воїнам — односельчанам, загиблим на фронтах ВВВ                                                                                                | с. Котюжинці, Котюжинецька с/р, біля Будинку культури      | 1941-1945 рр.          | 1974 р.                      | Львівська скульптурно-керамічна фабрика  | ск. з/бетон, пост.цегла    | ск. 2,5 м, п.2х2х1 м           | № 291 09.06.1977 р.            |
| 36.   | 13          | Братська могила 1530 жертв голодомору | с. Котюжинці, Котюжинецька с/р, на кладовищі               | 1932-1933 рр.          | 1993 р.                      | Місцеві майстри                          | з/бетон                    | 2 м                            | № 501 20.12.1993 р.            |
| 37.   | 156         | Пам'ятник 110 воїнам — односельчанам, загиблим на фронтах ВВВ                                                                                                | с. Лемешівка, Лемешівська с/р, біля Будинку культури       | 1941-1945 рр.          | 1970 р.                      | ск. Ю. Пурич, м. Київ                    | ск. з/б, пост. з/бетон     | ск. 2,3 м, п.1,50х1х1 м        | № 291 09.06.1977 р.            |
| 38.   | 357         | Пам'ятник 180 воїнам — односельчанам, загиблим на фронтах ВВВ                                                                                                | с. Лісова Лисіївка, Лісоволисіївська с/р, вул. Вінницька   | 1941-1945 рр.          | 1969 р.                      | Місцеві майстри                          | об. бетон, пост.цегла      | об. 3,4 м, п.1,30х2,10х2,10м   | № 313 10.06.1971 р.            |
| 39.   | 358         | Пам'ятник 136 воїнам — односельчанам, загиблим на фронтах ВВВ і могила чекіста Йонка Карла                                                                   | с. Люлинці, Люлинецька с/р, біля Будинку культури          | 1941-1945 рр.          | 1968 р.                      | Київський худ. фонд                      | ск. з/бетон, пост.цегла    | ск. 2,5 м, п.1,6х1,3х1,3 м     | № 313 10.06.1971 р.            |
| 40.   | 349         | Пам'ятник 100 воїнам — односельчанам, загиблим на фронтах ВВВ                                                                                                | с. Малі Кутища, Лемешівська с/р, біля Будинку культури     | 1941-1945 рр.          | 1968 р.рест.1982 р.          | Київський худ. фонд                      | ск. з/бетонпост.цегла      | ск. 3 м, п.2х1,5х0,5 м         | № 313 10.06.1971 р.            |
| 41.   | 359         | Пам'ятник 123 воїнам — односельчанам, загиблим на ВВВ | с. Мізяків, Мізяківська с/р, вул. Гагаріна                 | 1941-1945 рр.          | 1969 р.                      | Київський худ. фонд                      | об. з/бпост. з/б           | об. 9,6 м, п.2х6,30х6,30 м     | № 313 10.06.1971 р.            |
| 42.   | 360         | Пам'ятник 99 воїнам — односельчанам, загиблим на фронтах ВВВ                                                                                                 | с. Нападівка, Нападівська с/р, вул. Першотравне-ва         | 1941-1945 рр.          | 1968 р.                      | Київський худ. фонд                      | ск. гіпспост. з/бетон      | ск. 2 м, п.2,50х1,96х1,30 м    | № 313 10.06.1971 р.            |
| 43.   | 350         | Братська могила 126 воїнів Радянської Армії, загиблих при звільненні села                                                                                    | с. Нова Гребля, Новогребельська с/р, біля с/р              | 1944 р.                | 1955 р.                      | Київський худ. фонд                      | ск. з/бетонпост. цегла     | ск. 1,8 м, п.1,40х1,50х1,50 м  | № 313 10.06.1971 р.            |
| 44.   | 361         | Пам'ятник 307 воїнам — односельчанам, загиблим на фронтах ВВВ                                                                                                | с. Павлівка, Павлівська с/р, вул. Леніна                   | 1941-1945 рр.          | 1969 р.                      | ск. Максим П. М., м. Львів               | об. з/бпост.з/бетон        | об. 10 м, п.2,5х1,40х1,40 м    | № 313 10.06.1971 р.            |
| 45.   | 144         | Пам'ятник на місці гибелі партизан Волинця П. К. і Томчука І. П.                                                                                             | с. Павлівка, Павлівська с/р, вул. Суворова, 8              | 1943 р.                | 1976 р.                      | Місцеві майстри                          | об. граніт, пост. цегла    | об. 2 м, п.0,75х1,85х1,34 м    | № 291 09.06.1977 р.            |
| 46.   | 23          | Братська могила 3 воїнів Радянської Армії, загиблих при звільненні села                                                                                      | с. Павлівка, Павлівська с/р, вул. Леніна                   | 1944 р.                | 1950 р.                      | Місцеві майстри                          | з/бетон                    | 2 м                            | № 82 03.04.1990 р.             |
| 47.   | 362         | Пам'ятник 151 воїнам — односельчанам, загиблим на фронтах ВВВ                                                                                                | с. Пиків, Пиківська с/р, в центрі села                     | 1941-1945 рр.          | 1969 р.                      | Одеський худ. фонд                       | об. граніт, пост. граніт   | об. 10 м, п.2,60х2,50х2,50м    | № 313 10.06.1971 р.            |
| 48.   | 363         | Братська могила радянських воїнів і пам'ятник 84 воїнам — односельчанам, загиблим на фронтах ВВВ                                                             | с. Писарівка, Писарівська с/р, вул. Щорса                  | 1944 р.1941-1945рр.    | 1968 р.                      | Одеський худ. фонд                       | об. з/бетон, п. з/б        | об.6,5 м, п.1,5х1,2х1,2 м      | № 313 10.06.1971 р.            |
| 49.   | 157         | Пам'ятник 58 воїнам — односельчанам, загиблим на фронтах ВВВ                                                                                                 | с. Польова Лисіївка, Кіровська с/р, біля контори КСП       | 1941-1945 рр.          | 1973 р.                      | ск. Расін, Слитніков, м. Львів           | ск. з/бетон, пост. бетон   | ск. 2,5 м, п.0,6х2х7 м         | № 291 09.06.1977 р.            |
| 50.   | 158         | Пам'ятник 154 воїнам — односельчанам, загиблим на фронтах ВВВ                                                                                                | с. Радівка, Радівська с/р, біля школи                      | 1941-1945 рр.          | 1974 р.                      | Львівська скульптурно-керамічна фабрика  | ск. з/б, п. з/б            | ск. 4 м, п.2,05х6,35х6,35 м    | № 291 09.06.1977 р.            |
| 51.   | 159         | Пам'ятник 76 воїнам — односельчанам, загиблим на фронтах ВВВ                                                                                                 | с. Райки, Лемешівська с/р, біля Будинку культури           | 1941-1945 рр.          | 1971 р.                      | Київський худ. фонд                      | ск. з/б, пост. з/бетон     | ск. 2,5 м, п.1,50х1х1 м        | № 291 09.06.1977 р.            |
| 52.   | 160         | Пам'ятник 127 воїнам — односельчанам, загиблим на фронтах ВВВ                                                                                                | с. Сальник, Сальницька с/р, вул. Жовтнева                  | 1941-1945 рр.          | 1974 р.                      | ск. Луцишин, м. Львів                    | об. з/б, п. з/б            | об. 3 м, п.0,84х1,30х1,42 м    | № 291 09.06.1977 р.            |
| 53.   | 150         | Пам'ятник 78 воїнам — односельчанам, загиблим на фронтах ВВВ                                                                                                 | с. Слобідка, Іванівська с/р, вул. Руданська                | 1941-1945 рр.          | 1975 р.                      | Місцеві майстри                          | об. з/б, п. з/б            | об. 4,5 м, п.1х1,30х1,30 м     | № 291 09.06.1977 р.            |
| 54.   | 140         | Братська могила 11 радянських воїнів, загиблих при звільненні станції                                                                                        | с. Уладівське, Уладівська с/р, вул. Шкільна                | 1944 р.                | 1946 р.                      | Місцеві майстри                          | об. граніт                 | об. 1,5 м, п.0,48х0,51х0,50 м  | № 291 09.06.1977 р.            |
| 55.   | 141         | Братська могила 3 радянських воїнів, загиблих при звільненні села і 10 мирних жителів, розстріляних фашистами                                                | с. Уладівське, Уладівська с/р, біля елеватора              | 1943-1944 рр.          | 1946 р.                      | Місцеві майстри                          | об. з/бетонпост. з/бетон   | об. 1,4 м, п.0,5х0,5х0,5 м     | № 291 09.06.1977 р.            |
| 56.   | 161         | Пам'ятник 151 воїнам — односельчанам, загиблим на фронтах ВВВ                                                                                                | с. Уладівське, Уладівська с/р, вул. Радянська              | 1941-1945 рр.          | 1967 р.                      | Місцеві майстри                          | об. граніт, пост. граніт   | об. 6 м, п.0,91х1,02х1,0х2 м   | № 291 09.06.1977 р.            |
| 57.   | 166         | Могила селекціонера Л. Л. Семполовського | с. Уладівське, Уладівська с/р, біля лабораторії            | 1868-1960 рр.          | 1960 р.                      | Київський худ. фонд                      | об. граніт, пост. граніт   | об. 1,6 м, п.0,40х0,63х0,8 м   | № 291 09.06.1977 р.            |
| 58.   | 19          | Будинок, в якому жив український радянський селекціонер Л. Л. Семполовський                                                                                  | с. Уладівське, Уладівська с/р, біля дослідної станції      | 1938-1960 рр.          | 1930 р.                      | Місцеві майстри                          | бетон                      | 73 м²                          | № 443 22.12.1997 р.            |
| 59.   | 142         | Братська могила 7 воїнів Радянської Армії, загиблих при звільненні села                                                                                      | с. Хомутинці, Хомутинецька с/р, вул. Руданського           | 1944 р.                | 1945 р.                      | Місцеві майстри                          | об. з/бетон, пост.цегла    | об. 2,35,п.0,60х0,80х1 м       | -//-                           |
| 60.   | 162         | Пам'ятник 115 воїнам — односельчанам, загиблим на фронтах ВВВ                                                                                                | с. Хомутинці, Хомутинецька с/р, вул. Перемоги              | 1941-1945 рр.          | 1974 р.                      | ск. І. Гончар, м. Львів                  | ск. з/бетон, п. з/б        | ск. 1,8 м, п.1х10х7,5 м        | № 291 09.06.1977 р.            |
| 61.   | 351         | Могила радянського льотчика А. Будякова | с. Черепашинці, Черепашинецька с/р, в лісі                 | 1944 р.                | 1968 р.                      | Житомирський худ. фонд                   | об. граніт, п. граніт      | об. 3,5 м., п. 0,8х1х1 м       | № 313 10.06. 71 р.             |
| 62.   | 163         | Пам'ятник 193 воїнам — односельчанам, загиблим на фронтах ВВВ                                                                                                | с. Черепашинці, Черепашинецька с/р, вул. Леніна            | 1941-1945 рр.          | 1973 р.                      | Львівська скульптурно-керамічна фабрика  | ск. з/бетон, пост.бетон    | ск. 3 м, п. 0,60х4,40х0,75 м   | № 291 09.06.1977 р.            |
| 63.   | 352         | Братська могила 697 воїнів Радянської Армії, загиблих при звільненні села та навколишніх сіл і пам'ятник 150 воїнам — односельчанам, загиблим на фронтах ВВВ | с. Чернятин, Чернятинська с/р, біля Будинку культури       | 1944 р.,1941-1945 рр.  | 1955 р.                      | Київський худ. фонд                      | ск. з/бетон, пост.цегла    | ск. 2,5 м, п. 1х1,05х1,05 м    | № 313 10.06.1971 р.            |
| 64.   | 20          | Могила публіциста О. Гетьмана | с. Чернятин, Чернятинська с/р, на кладовищі                | 1937-1995 рр.          | 1995 р.                      | Місцеві майстри                          | дерево                     | 2 м                            | № 443 22.12.1997 р.            |
| 65.   | 364         | Пам'ятник 98 воїнам — односельчанам, загиблим на фронтах ВВВ                                                                                                 | с. Шепіївка, Пиківська с/р, біля школи                     | 1941-1945 рр.          | 1969 р.                      | ск. А. М. Максим, м. Львів               | об. з/бетон, пост. з/бетон | об. 9,6 м, п. 2х6х6 м          | № 313 10.06.1971 р.            |
|       |             | |                                                            |                        |                              |                                          |                            |                                |                                |

## Джерело
- [Архівовано 19 червня 2012 у Wayback Machine.] Пам'ятки Вінницької області